# كاربامازيبين
كاربامازيبين (بالإنجليزية:  Carbamazepine)‏ ويُعرف اختصارا باسم CBZ، ويباع تجارياً تحت اسم تيجريتول (بالإنجليزية: Tegretol)، هو دواء يستخدم في المقام الأول في علاج الصرع، وآلام الأعصاب. ولكنه ليس فعّال في حالات نوبات الغياب أو نوبات الرمع العضلي. كما يتم استخدامه في الفصام جنبا إلى جنب مع الأدوية الأخرى، وكخط ثاني للعلاج في حالات الاضطراب ثنائي القطب. ويبدو أن كاربامازيبين يشبه في عمله الفينيتوين، وفالبروات.
وتشمل الآثار الجانبية الشائعة الغثيان، والنعاس. وقد تشمل الآثار الجانبية الخطيرة الطفح الجلدي، وانخفاض وظيفة نخاع العظام، والأفكار الانتحارية، والارتباك. لا ينبغي أن يُستخدم في أولئك الذين لديهم تاريخ مرضي لمشاكل في نخاع العظام. وقد يسبب استخدامه أثناء الحمل ضررا للجنين؛ ورغم ذلك فإنه لا يُنصَح بالتوقف عن استخدامه في النساء الحوامل المصابين بالصرع. كما لا ينصح باستخدامه أثناء الرضاعة الطبيعية. وينبغي توخي الحذر في أولئك الذين يعانون من مشاكل في الكلى أو الكبد.
تم اكتشاف كاربامازيبين في عام 1953 من قبل الكيميائي السويسري والتر شندلر. وتم تسويقه لأول مرة في عام 1962. وهو متاح كدواء عام، وغير مكلف. كما أنه مدرج على قائمة الأدوية الأساسية لمنظمة الصحة العالمية أنه من الأدوية الأكثر فعالية وأمنا اللازمة في النظام الصحي. وتتراوح تكلفة الجملة في العالم النامي بين 0.01-0.07 دولار أمريكي لكل جرعة اعتبارا من عام 2014.

## الإستعمالات

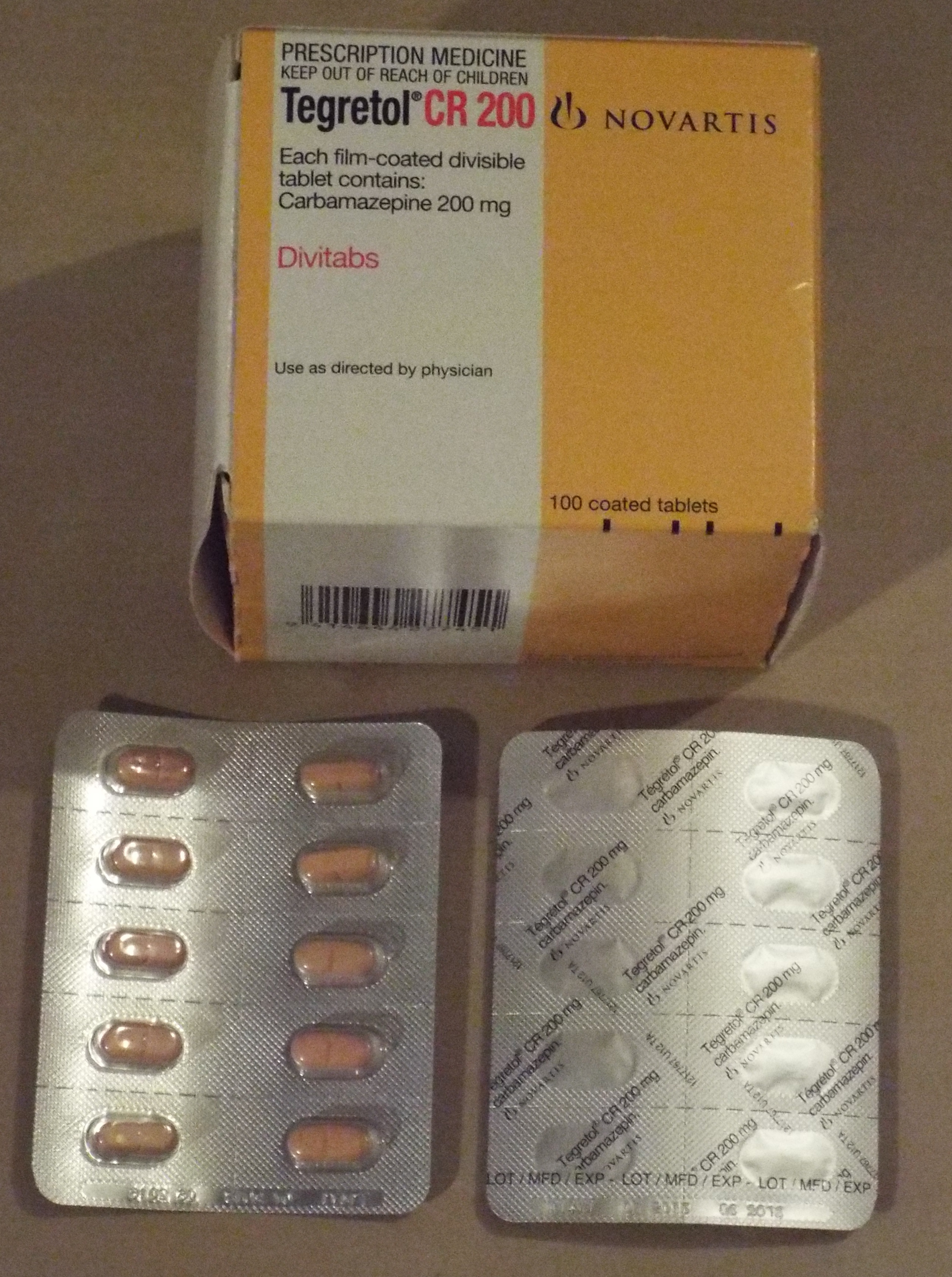
تيجريتول 200 ملجم مصنوع في نيوزيلندا

يستخدم كاربامازيبين عادة لعلاج اضطرابات الصرع، وألم الأعصاب. كما يتم استخدامه خارج التسمية كخط ثاني لعلاج اضطراب ثنائي القطب، وبالاشتراك مع مضادات الذهان في بعض حالات الفصام، عند فشل العلاج بمضادات الذهان التقليدية وحدها. ولكنه ليس فعال لعلاج نوبات الغياب أو نوبات الرمع العضلي.
الاستخدامات الطبية المعتمدة من قبل إدارة الأغذية والعقاقير في الولايات المتحدة هي الصرع (بما في ذلك النوبات الجزئية، والنوبات التوترية الرمعية المعممة، والنوبات المختلطة)، وألم العصب الثلاثي التوائم، ونوبات الهوس، و النوبات المختلطة من النوع الأول من اضطراب ثنائي القطب.
واعتبارا من عام 2014، كانت صياغة التحرير الخاضعة للرقابة متاحة، والتي يوجد بها أدلة مبدئية تظهر له آثار جانبية أقل.

## طريقة الاستعمال
يعطى الكاربامازيبين على شكل حبوب، أو شراب. وعدد الجرعات عادة تكون من مرة إلى 4 مرات في اليوم. وتأثيره يبدأ خلال أربع ساعات لمدة تستمر من 12 إلى 24 ساعة.

## آثار جانبية
- تأثيرات على إنتاج الجسم لخلايا الدم الحمراء، وخلايا الدم البيضاء، والصفائح الدموية: نادرا، يكون هناك آثار خطيرة مثل فقر الدم اللاتنسجي، وندرة المحببات. ومن الآثار الأكثر شيوعا، تغييرات طفيفة مثل انخفاض عدد خلايا الدم البيضاء، أو الصفائح الدموية، والتي لا تتفاقم نحو مشاكل أكثر خطورة.[18]
- زيادة مخاطر الانتحار.[18]
- زيادة مخاطر نقص صوديوم الدم، ومتلازمة الإفراز غير الملائم للهرمون المضاد لإدرار البول.[18][19]
- خطر نوبات الصرع، إذا توقف الشخص عن تناول الدواء فجأة.[18]
- مخاطر على الجنين في النساء الحوامل، وحدوث تشوهات خلقية مثل السنسنة المشقوقة، واضطرابات النمو.[18][20]

قد تتضمن الآثار الجانبية الشائعة: النعاس، والدوخة، والصداع، والصداع النصفي، وضعف التنسيق الحركي، والغثيان، والتقيؤ، و/ أو الإمساك. وقد يؤدي استخدام الكحول أثناء تناول الكاربامازيبين إلى زيادة الاكتئاب. كما يمكن أن تتضمن الآثار الجانبية الأقل شيوعا زيادة خطر نوبات الصرع في الأشخاص الذين يعانون من اضطرابات النوبات المختلطة، واضطراب النظم القلبي، وضبابية أو ازدواج الرؤية. أيضا، تم إجراء تقارير لحالات نادرة من تأثيرات جانبية على السمع، حيث يميز المرضى أصوات إيقاعها أقل من السابق؛ وعادة لا يلاحظ هذا التأثير الجانبي غير العادي من قِبَل معظم الناس، ويختفي بعد توقف الشخص عن اتخاذ كاربامازيبين.

### تحذيرات جانبية
يكتب في وصفة الدواء عدة تحذيرات جانبية تشمل:
- فترة الحمل، فقد يُسبب الدواء أذىً للجنين في الحمل، ويجب في هذه الحالة استشارة الطبيب.
- وفي حالة الرضاعة أيضا قد ينتقل الدواء إلى حليب الأم، إلا أنه عند تناول الجرعات العادية فمن غير المفروض أن تكون هناك تأثيرات سلبية على الأطفال.
- وبالنسبة لكبار السن، هناك احتمال لظهور آثار جانبية.
- من المحتمل أن تكون هناك حاجة لتقليل الجرعة المعطاة.
- كما يجب الامتناع عن القيادة حتى تتضح ماهية تأثيرات الدواء، حيث من الممكن أن يسبب ضبابية في الرؤية.[23]

### تفاعلات
كاربامازيبين لديه القدرة على التفاعلات الدوائية؛ لذا ينبغي توخي الحذر في الجمع بينه وبين الأدوية الأخرى، بما في ذلك مضادات الصرع الأخرى، ومثبتات المزاج. قد يزيد الكاربامازيبين، باعتباره محفز لـ CYP450، من إزالة العديد من الأدوية، فيخفض من تركيزها في الدم إلى مستويات أقل من المطلوبة للعلاج، مما يقلل من الآثار المرجوة. تشمل الأدوية التي يتم أيضها بسرعة أكبر مع الكاربامازيبين الوارفارين، ولاموتريجين، والفينيتوين، والتيوفيلين، وحمض الفالبرويك. بينما تشمل الأدوية التي تقلل من أيض الكاربامازيبين أو زيادة مستوياته في الدم الاريثروميسين، وسيميتيدين، وبروبوكسيفين، ومحصرات قنوات الكالسيوم. يزيد كاربامازيبين أيضا من عملية التمثيل الغذائي للهرمونات الموجودة في حبوب منع الحمل، ويمكن أن يقلل من فعاليتها، مما قد يؤدي إلى حالات الحمل غير المتوقعة. وكدواء يحفز الإنزيمات السيتوكرومية P450، فإنه يسرع التخلص من العديد من البنزوديازيبينات، ويقلل من عملهم.
يثبط كل من حمض فالبرويك، وفالنوكتاميد انزيم ميكروسمال الايبوكسيد هيدرولاز (microsomal epoxide hydrolase)، وهو الانزيم المسؤول عن تكسير كربامازبين -10,11 الايبوكسيد إلى نواتج أيض غير نشطة. وعن طريق تثبيط ذلك الانزيم، يسبب حمض فالبرويك، وفالنوكتاميد تراكم الأيض النشط، مما يؤدي إلى إطالة فترة تأثير كاربامازيبين، وتأخير إخراجه.
يرفع عصير الجريب فروت التوافر الحيوي للكاربامازيبين عن طريق تثبيط إنزيمات CYP3A4 في جدار الأمعاء، وفي الكبد. كما يزيد كاربامازيبين من معالجة الميثادون مما يؤدي إلى انخفاض مستوياته في الدم.

### علم الوراثة الدوائي
تعتبر ردود الفعل الجلدية الخطيرة وربما القاتلة، التي تتضمن متلازمة ستيفنس جونسون، وتقشر الأنسجة المتموتة البشروية التسممي، والناجمة عن العلاج بالكاربامازيبين أكثر شيوعا بكثير في المرضى الذين يعانون من أليل مستضد الكريات البيضاء البشرية HLA-B*1502. يمكن أن تكون نسبة الأرجحية لتطور متلازمة ستيفنس جونسون، أو تقشر الأنسجة المتموتة البشروية التسممي في المرضى الذين يحملونه ضعف، أو ثلاثة أضعاف، أو حتى أربعة أضعاف، اعتمادا على مجموعة السكان المدروسة. يحدث HLA-B*1502 حصريا تقريبا في المرضى ذوي الأصل المشترك في مناطق واسعة من آسيا، ولكن نسبتها منخفضة جدا، تكاد تكون منعدمة في السكان الأوروبيين واليابانيين والكوريين والأفريقيين. ومع ذلك، فقد تبين أن الأليل HLA-A*31:01 يكون مؤشرا قويا على كل من ردود الفعل السلبية الخفيفة والشديدة للكاربامازيبين بين اليابانيين والأوروبيين.

## حركية الدواء
يُمتَص كاربامازيبين ببطء نسبيا، ولكنه يُمتَص جيدا بعد تناوله عن طريق الفم. عمر النصف له في البلازما هو حوالي 30 ساعة، عندما يعطى كجرعة واحدة، ولكنه محفز قوي للانزيمات الكبدية، وتقل فترة نصف عمر في البلازما إلى حوالي 15 ساعة عندما يعطى مرارا وتكرارا.

## آلية العمل
آلية عمل كاربامازيبين ومشتقاته مفهومة بشكل جيد نسبيا. كاربامازيبين هو مانع يعتمد على استخدام قنوات الصوديوم ذات الجهد الكهربائي. ويتم تأينه في سائل الخلايا الداخلي، ومن ثَم يصبح قادرا على الارتباط مع قنوات بوابات الصوديوم النشطة، مانعا تكرار واستمرار إثارة جهد العمل. مما يساعد على ترك الخلايا المتضررة أقل إثارة حتى ينفصل الدواء. كاربامازيبين هو أيضا ناهض لمستقبلات جابا، كما تبين أيضا أنه يحفز مستقبلات جابا التي تتكون من الوحدات الفرعية ألفا-1، وبيتا-2، وجاما-2. قد تسهم هذه الآلية في فعاليته في آلام الأعصاب، والاضطراب الثنائي القطب. وقد أظهرت الأبحاث المعملية أيضا أن كاربامازيبين هو مادة محررة للسيروتونين، وربما حتى مانعة لامتصاص السيروتونين.

## تاريخ
تم اكتشاف كاربامازيبين من قبل الكيميائي والتر شندلر في بازل، سويسرا، في عام 1953. وتم تسويقه لأول مرة كدواء لعلاج الصرع في سويسرا في عام 1963 تحت اسم العلامة التجارية «تيجريتول». كما استخدم لألم العصب الثلاثي التوائم (المعروف سابقا باسم عرة مؤلمة: tic douloureux) في نفس الوقت. وقد تم استخدامه كمضادات للتشنجات، ومضادات للصرع في المملكة المتحدة منذ عام 1965، وتمت الموافقة عليه في الولايات المتحدة منذ عام 1968.
في عام 1971، استخدم الطبيبان تاكيزاكي، وهاناوكا كاربامازيبين لأول مرة للسيطرة على الهوس في المرضى الذين لا يستجيبون لمضادات الذهان (الليثيوم لم يكن متوفرا في اليابان في ذلك الوقت). وقد فعل الدكتور أوكوما -يعمل بشكل مستقل- الشيء نفسه بنجاح. تم دراسة كاربامازيبين لعلاج اضطراب ثنائي القطب طوال السبعينيات.

## مصير بيئي
تم الكشف عن كاربامازيبين في مياه الصرف الصحي السائلة.:224 وأجريت دراسات ميدانية ومختبرية؛ لفهم سبب تراكم الكربامازيبين في النباتات الغذائية التي تزرع في التربة المعالجة بالحمأة، والتي تختلف فيما يتعلق بتركيزات الكاربامازيبين الموجود في الحمأة، وفي تركيزات الحمأة في التربة؛ مع الأخذ في الاعتبار الدراسات التي استخدمت التركيزات الموجودة عادة بشكل طبيعي، وجدت مراجعة عام 2014 أن «تراكم الكاربامازيبين في النباتات التي تزرع في التربة المعدلة بالمواد الصلبة الحيوية يشكل خطرا على الصحة البشرية، وفقا لهذا النهج».:227

## ماركات
كاربامازيبين متاح في جميع أنحاء العالم تحت العديد من الأسماء التجارية.

## انظرأيضاً
- إيميبرامين
- صرع

## وصلات خارجية
- الديباكين و التجريتول على يوتيوب.